# 毎秒
毎秒（まいびょう、inverse second, reciprocal second, per second、記号: s−1）は、頻度の単位である。秒の逆数であり、「1毎秒」は何らかの事象が起こる回数が1秒につき1回であることを意味する。同様に、毎分（まいふん）は1分間当たりの数量、毎時（まいじ）は1時間当たりの数量を表す。
例えば「1秒につき1メートル」ならば「メートル毎秒」(m/s)のようになるが、「回数」は無次元量であるため、単位名称が単に「毎秒」となる。
以下の量に使われる「毎秒」の次元の単位については、国際単位系(SI)では固有の名称がつけられている。
- 周期的な事象（周波数） - ヘルツ (Hz)
- 放射性物質の崩壊（放射能） - ベクレル (Bq)

日本語においては、助数詞「回」を単位のように使用して「毎秒」の次元の単位を「回毎秒」と表すことがある。この場合、「毎秒」を前につけて「毎秒1回」のように言うこともできる。また、回転数の単位「回転毎秒」(rps)は、回転という事象が起こる回数が1秒につき1回であることを意味する。